# Ivan Piton
Ivan Piton, hrvatski veslač. Član je HAVK Mladosti.
Po ocu je podrijetlom s Oliba, a po majci iz Drvenika kraj Makarske. Veslanjem se počinje baviti s jedanaest godina. Diplomirao je na Washingtonskom sveučilištu u Seattleu. Bio je prvak Sjedinjenih Američkih Država u veslanju.
U četvercu bez kormilara s Patrikom i Antonom Lončarićem te Markom Ukropinom osvaja brončano odličje na Svjetskom veslačkom kupu na zagrebačkomu Jarunu.